# Războaiele Napoleoniene
Războaiele Napoleoniene reprezintă o serie de războaie globale purtate în timpul domniei lui Napoleon Bonaparte în Franța (1799 – 1815), care s-au sfârșit odată cu înfrângerea lui Napoleon Bonaparte în Bătălia de la Waterloo de către britanici. Într-o oarecare măsură, aceste conflicte reprezintă o continuare a războaielor declanșate de Revoluția franceză din 1789, fiind continuate la rândul lor de cele ale regimului celui de-al doilea Imperiu Francez din 1852 - 1870. Aceste războaie au revoluționat armatele europene, precum și tehnicile și sistemele militare și au avut loc la o scară nemaiîntâlnită până în acel moment, în special datorită aplicării sistemului mobilizării generale. Puterea francezilor a crescut rapid, ei reușind să cucerească cea mai mare parte a Europei. Înfrângerea lor a fost la fel de rapidă, începând cu 1812, Imperiul Napoleonian fiind în cele din urmă învins definitiv, ceea ce a dus la restaurarea dinastiei Bourbon în 1814.
Nu există un consens printre istorici privind momentul în care s-au încheiat războaiele revoluționare franceze și au început războaiele napoleoniene. Un astfel de moment poate fi considerat data de 18 Brumar (7 noiembrie) 1799, când Napoleon a preluat puterea. O altă dată posibilă poate fi considerată aceea a izbucnirii războiului cu Regatul Unit al Marii Britanii și Irlandei, din 1803, care a urmat efemerei păci de la Amiens din 1802. Războaiele napoleoniene au luat sfârșit la 20 noiembrie 1815, după înfrângerea lui Napoleon la Waterloo și după semnarea celui de-al doilea tratat de la Paris. Perioada aproape continuă de război din 20 aprilie 1792 până la 20 noiembrie 1815 este denumită uneori Marele război francez.

## Prima coaliție 1792 - 1797
Primele încercări de zdrobire a Primei Republici Franceze au fost făcute de Prima Coaliție între 1792 și 1797. Această coaliție a fost formată din:
- Imperiul Austriac
- Regatul Sardiniei
- Regatul Neapolelui
- Prusia
- Spania
- Regatul Marii Britanii

Măsurile franceze, inclusiv mobilizarea generală (levée en masse), reforma militară și războiul total, au contribuit la înfrângerea Primei coaliții. Campania italiană a lui Napoleon Bonaparte din 1796 și 1797 a scos din război Regatul Sardiniei, (Armistițiul de la Cherasco, 26 aprilie 1796). Regatul Sardiniei, unul dintre membrii originari ai coaliției, a amenințat granița franco-italiană timp de patru ani, până când Bonaparte și-a asumat comanda armatei franceze din Italia. Lui Napoleon i-a trebuit numai o lună pentru a-i învinge pe piemontezi și a-i forța pe austrieci să se retragă.
Francezii au învins forțele papale la Urbino în 1796, forțându-l pe Papa Pius al VI-lea să semneze un armistițiu pe 22 iunie 1796 și mai apoi un tratat provizoriu de pace. Contraofensivele succesive austriece din Italia au eșuat. Napoleon a luptat împreună cu generalul Joubert în campania din 1796 precum și în bătălia de la Rivoli, însă cel din urmă și-a pierdut viața în dezastruoasa bătălie de la Novi din 1799. Bonaparte a intrat învingător în Friuli. Războiul s-a terminat în momentul în care Napoleon i-a forțat pe austrieci să accepte tratatul de la Campo Formio (17 octombrie 1797). Regatul Unit a rămas singura forță antifranceză care mai lupta în 1797.

## A doua coaliție 1798 - 1801
A Doua Coaliție (1798-1801) avea ca membri:
- Imperiul Rus
- Marea Britanie
- Imperiul Austriac
- Imperiul Otoman
- Portugalia
- Regatul Neapolelui
- Statele Papale

Guvernul francez, divizat și corupt în timpul Directoratului, a suferit din cauza proastei finanțări. Republica aproape că s-a prăbușit, iar, când Bonaparte și-a asumat puterea în 1799, el a găsit numai 60.000 de franci în vistieria națională.
Implicarea Rusiei în război a marcat o schimbare importantă față de războiul primei coaliții. Forțele rușilor au luptat în Italia sub comanda unui comandat recunoscut ca sălbatic, dar, în egală măsură, plin de succes pe plan militar, Alexandr Suvorov.
Republica Franceză nu s-a bucurat de serviciile lui Lazare Carnot, ministru de război care condusese Franța spre victorii prin intermediul reformelor fundamentale din ultimul deceniu al secolului al XVIII-lea. Mai mult, Bonaparte era implicat în campania din Egipt, care avea ca obiectiv amenințarea posesiunilor britanice din India. Fără două dintre cele mai importante personalități militare ale țării, republica a suferit o serie de înfrângeri în fața inamicilor revitalizați, aduși în conflict de britanici și de banii lor.
După o campanie prost concepută, în timpul căreia francezii au pierdut aproximativ 40.000 de soldați ca urmare a atacurilor britanice și otomane, Bonaparte a reușit să se întoarcă din Egipt în Franța pe 23 august 1799. El a preluat controlul guvernului francez pe 9 noiembrie 1799 (lovitura de stat din 18 brumar), răsturnând Directoratul cu ajutorul ideologului Emmanuel Joseph Sieyès.

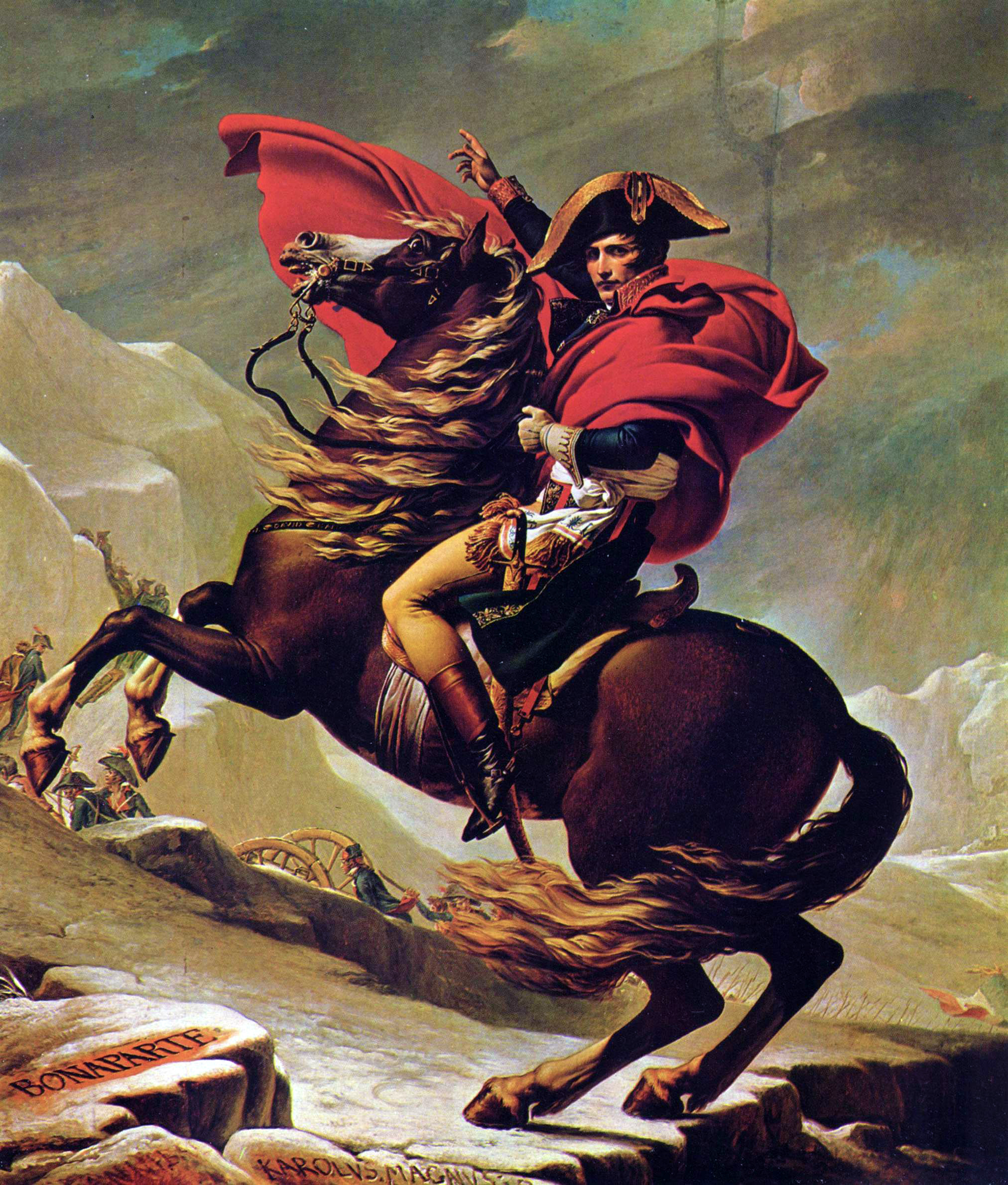
Napoléon traversând Alpii (Jacques-Louis David)

Ofensiva austriacă pe Rin și în Italia a reprezentat o amenințare la adresa Franței, dar trupele rusești s-au retras de pe front, după ce Bonaparte l-a convins pe țarul Pavel I să opteze pentru neutralitate (1801) ca urmare a celei de-a doua bătălii de la Zürich. Napoleon a reorganizat armata franceză și a creat o armată de rezervă, care era menită sprijinirii oricăruia dintre fronturile de pe Rin sau din Italia. Atacul francez i-a luat pe austrieci prin surprindere. În acel moment, armata franceză avea 300.000 de soldați angajați în luptă cu forțele coaliției. În Italia, presiunea austriacă în creștere a schimbat situația în favoarea lor, astfel încât Napoleon a trebuit să mobilizeze armata de rezervă. Rezistența esențială a lui Masséna la Genova a permis operațiunile primului consul Bonaparte și desfășurarea cu succes a bătăliei de la Marengo pe 14 iunie 1800, care s-ar fi încheiat cu victoria austriecilor, dacă nu ar fi intervenit în luptă la timp generalii Desaix și Kellermann, reușind să răstoarne situația în favoarea francezilor. Desaix a fost ucis în luptă, iar Napoleon l-a onorat pentru bravura arătată prin ridicarea de monumente și prin gravarea numelui său pe fața Arcului de Triumf din Paris. Bătălia decisivă s-a dat pe frontul de pe Rin, când armata franceză cu un efectiv de 130.000 de soldați a luptat cu cea austriacă, care număra 120.000 de oameni în Bătălia de la Hohenlinden (3 decembrie). Austriecii au fost învinși, fiind nevoiți să nu se mai implice în conflict pentru o vreme după semnarea tratatului de la Lunéville (februarie 1801).

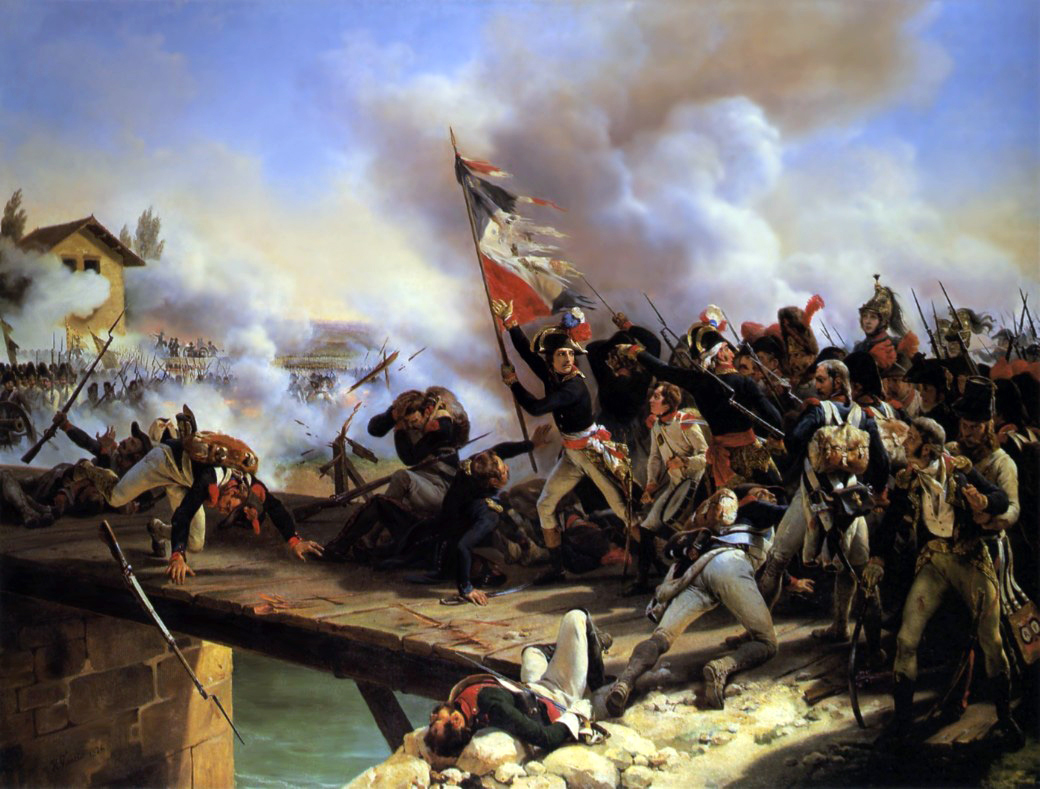
Napoleon conducându-și trupele peste podul de la Arcole (noiembrie 1796). Bonaparte și-a câștigat renumele pentru că a condus atacul din prima linie și pentru modul în care a ridicata moralul trupelor sale.

Înfrângerea Austriei l-a lăsat pe Napoleon să se îngrijească doar de problema britanică. Regatul Unit a rămas un factor important de influență a puterilor continentale, încurajând lupta lor antifranceză. Londra era principalul sprijinitor financiar al coaliției, iar Bonaparte și-a dat seama că fără înfrângerea britanicilor sau fără semnarea unui tratat de pace cu aceștia, nu ar fi putut să se bucure de liniște. Britanicii aveau o armată terestră puțin numeroasă și reprezenta o amenințare mică împotriva Franței, dar Royal Navy era o amenințare continuă asupra transporturilor maritime franceze și a coloniilor din Caraibe. În plus, britanicii aveau suficienți bani ca să convingă marile puteri continentale să-și unească eforturile împotriva Franței și, în ciuda numeroaselor înfrângeri, armata austriacă a rămas un pericol permanent pentru Franța napoleoniană. Napoleon nu putea invada direct Marea Britanie. Amiralul britanic Jervis a afirmat: "Eu nu spun, domnilor, că francezii nu vor veni. Eu spun numai că ei nu vor veni pe mare." Amiralul Horatio Nelson a învins flota franceză în Bătălia de pe Nil (1 august 1798), iar trupele terestre britanice au înfrânt rapid expediția franceză trimisă în Irlanda în sprijinul insurecției irlandeze (înainte de debarcare, corpul expediționar a traversat o furtună care a dispersat flota; din cauza asta, jumătate din armată s-a întors în Franța).

## Pacea de la Amiens și reluarea războiului franco-britanic
Tratatul de la Amiens (25 martie 1802) a dus la o pace temporară între Regatul Unit și Franța și a marcat sfârșitul celei de-a Doua Coaliții. Tratatul era de la început greu de respectat, nu mulțumea nicio parte, și ambele puteri semnatare au început să-l încalce curând. Pacea nu a durat mult: francezii s-au implicat în luptele interne din Elveția (Stecklikrieg) și au ocupat mai multe orașe de coastă din Italia, în vreme ce Regatul Unit a ocupat Malta. Napoleon s-a folosit de scurtul răgaz dat de marina britanică pentru a restaura controlul colonial în Antile. Expediția, care părea un succes la început, s-a terminat cu un dezastru, comandantul francez, cumnatul lui Bonaparte, Charles Leclerc, murind de febra galbenă, întreaga forță expediționară fiind decimată de boli și de atacurile feroce ale rebelilor.
Ostilitățile dintre Marea Britanie și Franța au reînceput pe 18 mai 1803 cu declarația de război a Angliei. Țelurile aliaților s-au schimbat de-a lungul conflictului: nu numai că trebuiau să-l oprească pe Bonaparte, dar în Franța trebuia restaurată monarhia.
Senatul francez (prin sénatus-consulte) a proclamat Imperiul Francez pe 18 mai 1804, validat ulterior printr-un plebiscit. Napoleon s-a autoîncoronat împărat la Notre-Dame pe 2 decembrie.

## A treia coaliție 1805

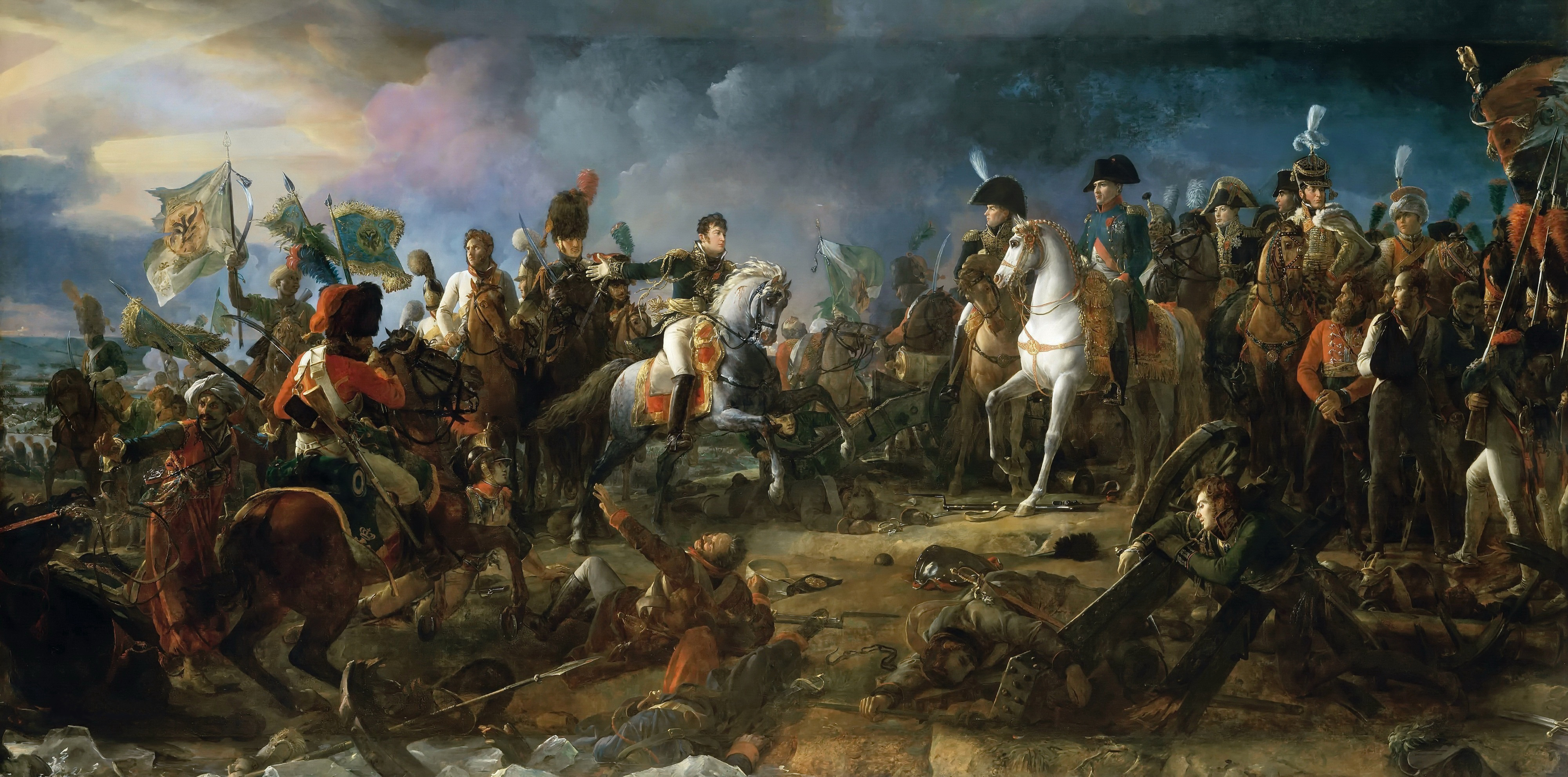
Bătălia de la Austerlitz din 2 decembrie 1805 – victorie franceză împotriva armatelor ruso-austriece.

Napoleon a plănuit o invazie a Insulelor Britanice și a masat 180.000 de soldați la Boulogne. Pentru a reuși în tentativa sa de invazie, el avea nevoie să câștige superioritatea navală, sau cel puțin să îndepărteze flota britanică din Canalul Mânecii. Un plan complex de atragere a britanicilor departe de Canalul Mânecii prin amenințarea posesiunilor engleze din Indiile de Vest a eșuat atunci când flota franco-spaniolă condusă de amiralul Villeneuve nu a reușit să obțină o victorie în timpul Bătăliei de la Capul Finisterre de pe 22 iulie 1805. Royal Navy l-a blocat pe Villeneuve în Cádiz până când acesta s-a hotărât să plece spre Neapole pe 19 octombrie, dar Horatio Nelson a interceptat flota franceză și a învins-o în bătălia de la Trafalgar pe 21 octombrie. În această luptă, amiralul Nelson și-a pierdut viața, ucis fiind de un trăgător de elită, dar Napoleon nu va mai avea ocazia să înfrunte flota britanică. Napoleon i-a trimis amiralului Villeneuve nouă planuri diferite, dar acesta din urmă a continuat să ezite. În cele din urmă, Napoleon a abandonat planul de invadare a insulelor Britanice și și-a întors atenția către inamicii de pe continent. Armata franceză a părăsit Boulogne și s-a deplasat către granițele Austriei.
Seria conflictelor navale și coloniale, inclusiv un mic număr de acțiuni navale (așa cum a fost acțiunea din 1805) care a caracterizat perioada ce a dus la decizia lui Napoleon de a abandona invazia Marii Britanii, a dat un semn clar în legătură cu noile caracteristici ale războiului. Conflictele din Caraibe, și în particular ocuparea bazelor coloniale și insulelor de-a lungul întregului război, au avut un efect direct și imediat asupra încleștărilor europene, iar bătăliile purtate pe mare la mii de kilometri depărtare au putut influența consecințele luptelor europene. Conflictul napoleonian a ajuns la un punct în care istoricii pot să vorbească despre un război mondial. Numai războiul de șapte ani a oferit un precedent pentru o luptă la o scară comparabilă.

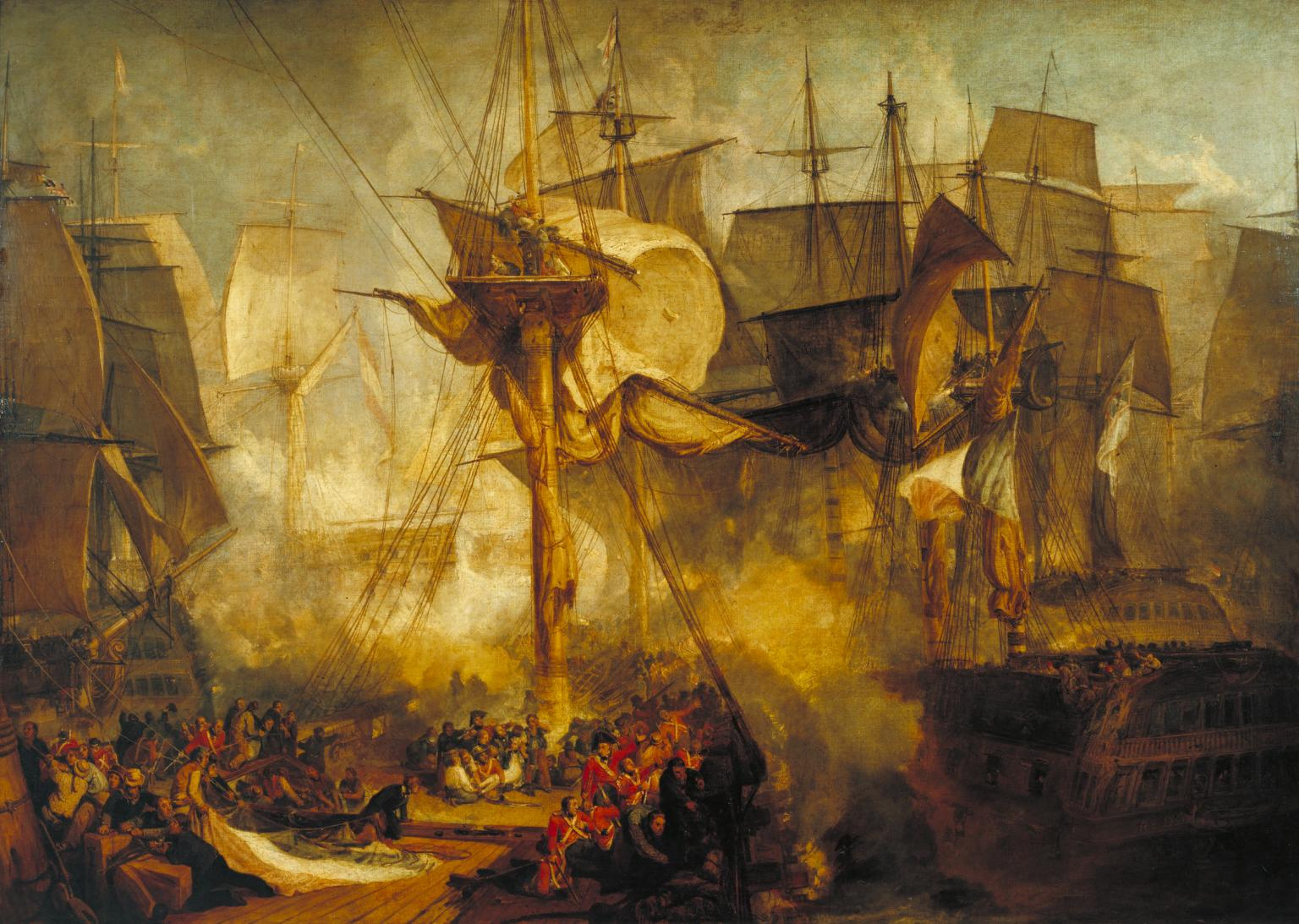
Trafalgar, o victorie navală decisivă pentru Marea Britanie.

În aprilie 1805, Regatul Unit și Rusia au semnat un tratat prin care urmăreau îndepărtarea francezilor din Olanda și Elveția. Austria s-a alăturat alianței după anexarea Genovei și proclamarea de către Napoleon a Regatului Italiei pe 17 martie 1805.
Austria a intrat în luptă prin invadarea Bavariei cu o armată de aproximativ 70.000 de oameni condusă de Karl Mack von Leiberich, iar armata franceză a părăsit Boulogne la sfârșitul lunii iulie 1805 pentru a opri înaintarea austriecilor. În timpul Campaniei de la Ulm din 25 septembrie – 20 octombrie, Napoleon a reușit să încercuiască armata lui Mack, forțându-l să se predea. După ce a înfrânt principala armată austriacă de la nord de Alpi (o altă armată austriacă condusă de arhiducele Carol de Austria nu a reușit să obțină un rezultat semnificativ în Italia în fața armatei franceze condusă de André Masséna) Napoleon a ocupat Viena. La mare depărtare de bazele de aprovizionare, el a trebuit să facă față unei armate ruso-austriece superioară din punct de vedere numeric, condusă în luptă de Mihail Kutuzov și supervizată personal de țarul Alexandru I.
Pe 2 decembrie, Napoleon a zdrobit armata austriaco-rusă în bătălia de la Austerlitz, considerată de obicei cea mai importantă victorie a sa. După Austerlitz, Austria a semnat tratatul de la Pressburg (26 decembrie 1805) și a părăsit coaliția. Tratatul cerea austriecilor să cedeze Veneția Regatului Italian dominat de francezi și Tirolul Bavariei.
După retragerea Austriei din coaliție s-a ajuns la un impas. Armata napoleoniană a avut o serie neîntreruptă de victorii terestre, dar importanta armată rusă nu intrase încă în luptă cu întreaga ei forță.

## A patra coaliție 1806 - 1807

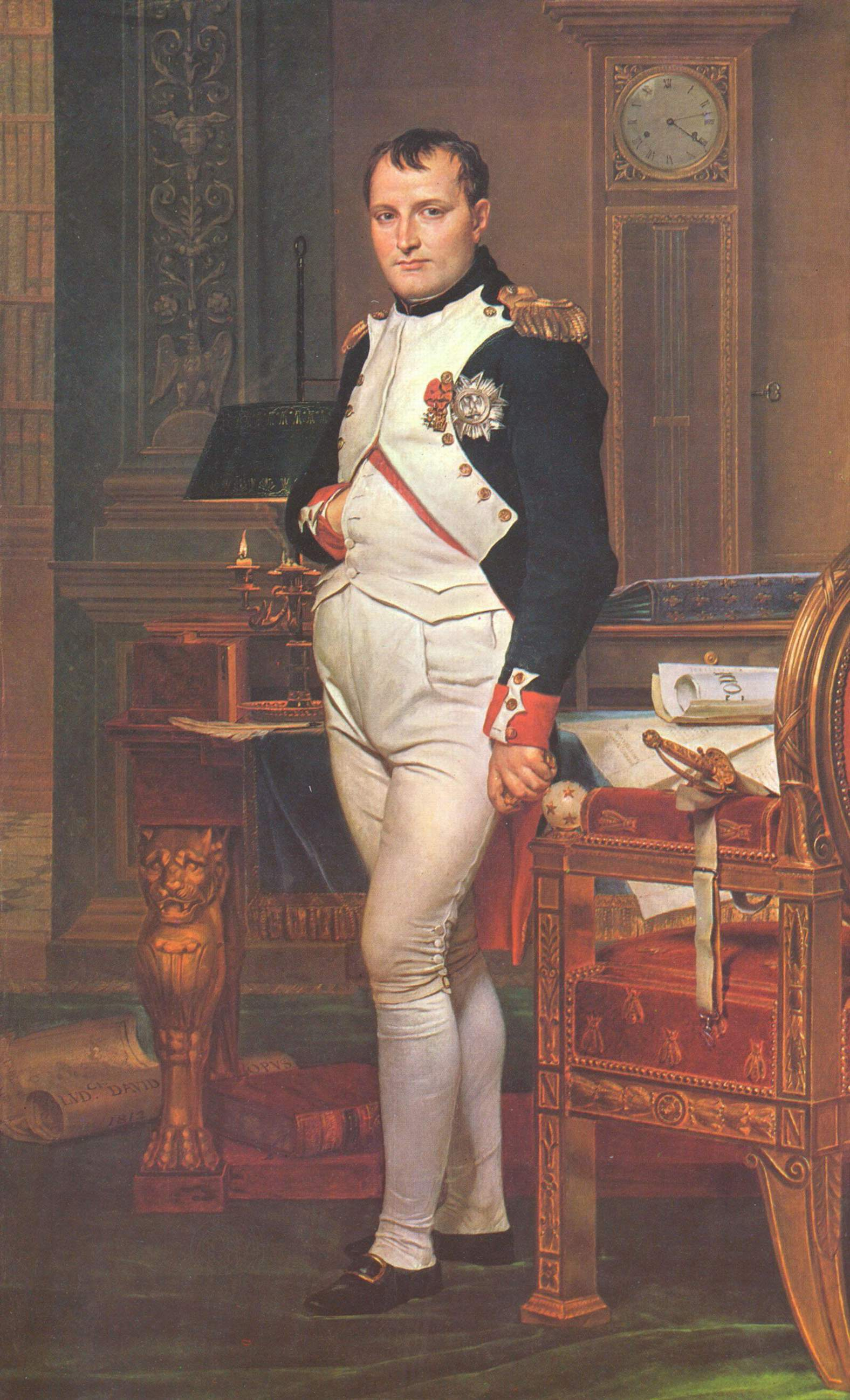
Napoléon Bonaparte, portret de Jacques Louis David, 1810

A Patra Coaliție (1806 - 1807) a fost formată din:
- Prusia
- Imperiul Rus
- Saxonia
- Suedia
- Regatul Unit al Marii Britanii și Irlandei.

Acesta a fost alcătuită după numai câteva luni de la colapsul celei de-a Treia Coaliții. În iulie 1806, Napoleon a format Confederația Rinului din mai multe state germane mici care existau în Rhineland și vestul Germaniei. El a transformat mai multe state mici în câteva ducate și regate, fapt ce făcea guvernarea Germaniei non-prusace mult mai ușoară. Napoleon a ridicat conducătorii celor mai mari state confederate, Saxonia și Bavaria, la rangul de regi.
În august 1806, regele Prusiei, Frederic Wilhelm al III-lea a luat hotărârea să pornească la război independent de ajutorul altor mari puteri. Rusia, aliatul Prusiei, își avea armatele departe de front în momentul declarării războiului. În septembrie, Napoleon declanșase atacul forțelor franceze de la est de Rin. Napoleon însuși a înfrânt armatele prusace în bătălia de la Jena de pe 14 octombrie 1806, iar mareșalul Davout a înfrânt altă armată prusacă în bătălia de la Auerstädt în aceeași zi. Peste 160.000 de soldați francezi, numărul lor crescând în timp, au atacat Prusia și au înaintat cu asemenea viteză încât Napoleon a fost capabil să distrugă întreaga armată inamică. Prusia a avut pierderi de 25.000 de morți și 150.000 de prizonieri, 4.000 de piese de artilerie și peste 100.000 de muschete depozitate în Berlin. Napoleon a intrat în Berlin pe 27 octombrie 1806 și a vizitat mormântul lui Frederic cel Mare. În fața monumentului funerar, Napoleon le-a cerut generalilor săi să-și scoată pălăriile spunând: "Dacă ar fi fost în viață, noi nu am fi aici azi." În total, lui Napoleon i-a luat numai 19 zile de la începutul atacului în Prusia până la încheierea victorioasă a războiului, cucerirea Berlinului și anihilarea principalelor armate inamice la Jena și Auerstädt. Prin comparație, Prusia a luptat trei ani în cadrul primei coaliții, fără să obțină vreun avantaj important.
În Berlin, Napoleon a emis o serie de decrete care, pe 21 noiembrie 1806 au pus bazele Sistemului Continental. Aceasta politică avea ca scop eliminarea amenințării britanice prin instituirea unei blocade comerciale antiengleze în teritoriile controlate de francezi. Armata Regatului Unit era în continuare o amenințare minoră pentru Franța – britanicii mențineau sub arme efective de doar 200.000 de sodați cel mult, în vreme ce francezii au mobilizat până la 1.500.000 de soldați, plus armatele numeroșilor aliați și cele câteva sute de mii de soldați ai gărzii naționale pe care Napoleon le putea pune pe picior de luptă în caz de nevoie. Royal Navy era însă forța care dezorganiza comerțul maritim francez, atât prin amenințarea transporturilor maritime franceze, cât și prin amenințarea posesiunilor ei coloniale. Marina britanică nu putea însă pune în pericol în niciun fel comerțul continental al Franței și nu îi amenința în niciun fel teritoriul național. În plus, nivelurile populației și al producției agricole ale Franței le depășeau cu mult pe cele corespunzătoare ale Regatului Unit. În schimb, capacitatea industrială britanică era cea mai mare din Europa și supremația navală îi permitea să-și consolideze poziția și puterea economică datorită comerțului. Toate acestea făceau ca Franța să nu-și poată întări controlul asupra continentului pe timp de pace. Credința printre conducătorii francezi era că, împiedicând comerțul britanic cu Europa, vor reuși să izoleze Regatul Unit. Sistemul Continental era conceput să izoleze Regatul Unit, dar nu a reușit niciodată pe deplin așa ceva.
Următorul stadiu al războiului a dus la alungarea forțelor ruse din Polonia și crearea Ducatului Varșoviei. Napoleon și-a întors atenția spre nord pentru a înfrunta resturile armatei ruse și pentru a cuceri capitala temporară a Prusiei, Königsberg. După bătălia de la Eylau (7 - 8 februarie), rușii au fost forțați să se retragă mai spre nord. Napoleon a continuat urmărirea armatelor ruse și le-a învins în bătălia de la Friedland (14 iunie). În urma înfrângerii, țarul Alexandru I a fost obligat să facă pace cu Napoleon, semnând tratatul de la Tilsit (7 iulie 1807). Până în septembrie, mareșalul Brune a definitivat ocupația Pomeraniei Suedeze, permițând totuși retragerea armatei suedeze cu toate armele și munițiile aferente.
La Congresul de la Erfurt (septembrie – octombrie 1808), Napoleon și Alexandru au căzut de acord ca Rusia să forțeze Suedia să se alăture Sistemului Continental. Așa s-a ajuns la declanșarea Războiului Finlandez din 1808-1809 și la fragmentarea Suediei în două părți separate de golful Botnic. Partea de răsărit a devenit Marele Ducat al Finlandei sub control rusesc.

## A cincea coaliție 1809
A Cincea Coaliție (1809) a Regatului Unit și Imperiului Austriac împotriva Franței s-a format în momentul când britanicii au intrat în luptă împotriva lui Napoleon în războiul peninsular.
Din nou, Regatul Unit a rămas singur în luptă. Datorită existenței Canalului Mânecii și din cauza faptului că armata britanică nu a fost niciodată angajată în luptă cu cea franceză, Regatul Unit a pus accent mai mult pe lupta maritimă decât pe cea terestră. Activitatea militară britanică s-a limitat în special la lupta pe mare. Datorită interesului arătat de guvernanți, Royal Navy s-a transformat într-o forță de temut, la fel de redutabilă în luptă ca formidabila infanterie franceză. În timpul celei de-a Cincea Coaliții, marina britanică a obținut victorii succesive în luptele din coloniile franceze și o victorie majoră în bătălia de la Copenhaga de pe 2 septembrie 1807.
În ceea ce privește luptele terestre, a Cincea Coaliție a avut puține succese. Una dinte ele, Expediția Walcheren din 1809, a implicat un dublu efort al armatei terestre și marinei de război britanice, care au încercat să elibereze forțele austriece aflate sub uriașa presiune franceză. Expediția s-a încheiat cu un dezastru, după ce infanteria britanică nu a reușit să-și atingă obiectivul, baza navală franceză de la Antwerp. Pentru cea mai mare parte a anului 1809, operațiile militare britanice s-au limitat la atacuri rapide urmate de retrageri la fel de rapide. Aceste atacuri erau executate de marina britanică, ce domina mările după anihilarea tuturor forțelor navale importante ale Franței și aliaților ei și după blocarea vaselor rămase în porturile bine fortificate controlate de francezi. Aceste atacuri rapide se asemănau cu loviturile de gherilă: erau menite să distrugă vasele de război sau comerciale franceze blocate în porturi și să dezorganizeze aprovizionarea, comunicațiile și unitățile inamicului staționate în zona de coastă. De cele mai multe ori, atunci când aliații britanicilor începeau acțiuni militare la câteva zeci de kilometri de coastă, Royal Navy acționa la rândul ei, debarcând trupe și materiale necesare luptei, ajutând forțele terestre cu atacuri de pe mare. Navele Royal Navy asigurau sprijinul de artilerie în luptele terestre purtate în apropierea țărmurilor. Totuși, aceste operațiuni erau limitate de măiestria comandanților și de egalitatea de efective a forțelor terestre. Astfel, luptătorii de gherilă spanioli neexperimentați nu au reușit să se bucure de avantajele pe care le-ar fi avut în urma colaborării cu marina britanică.

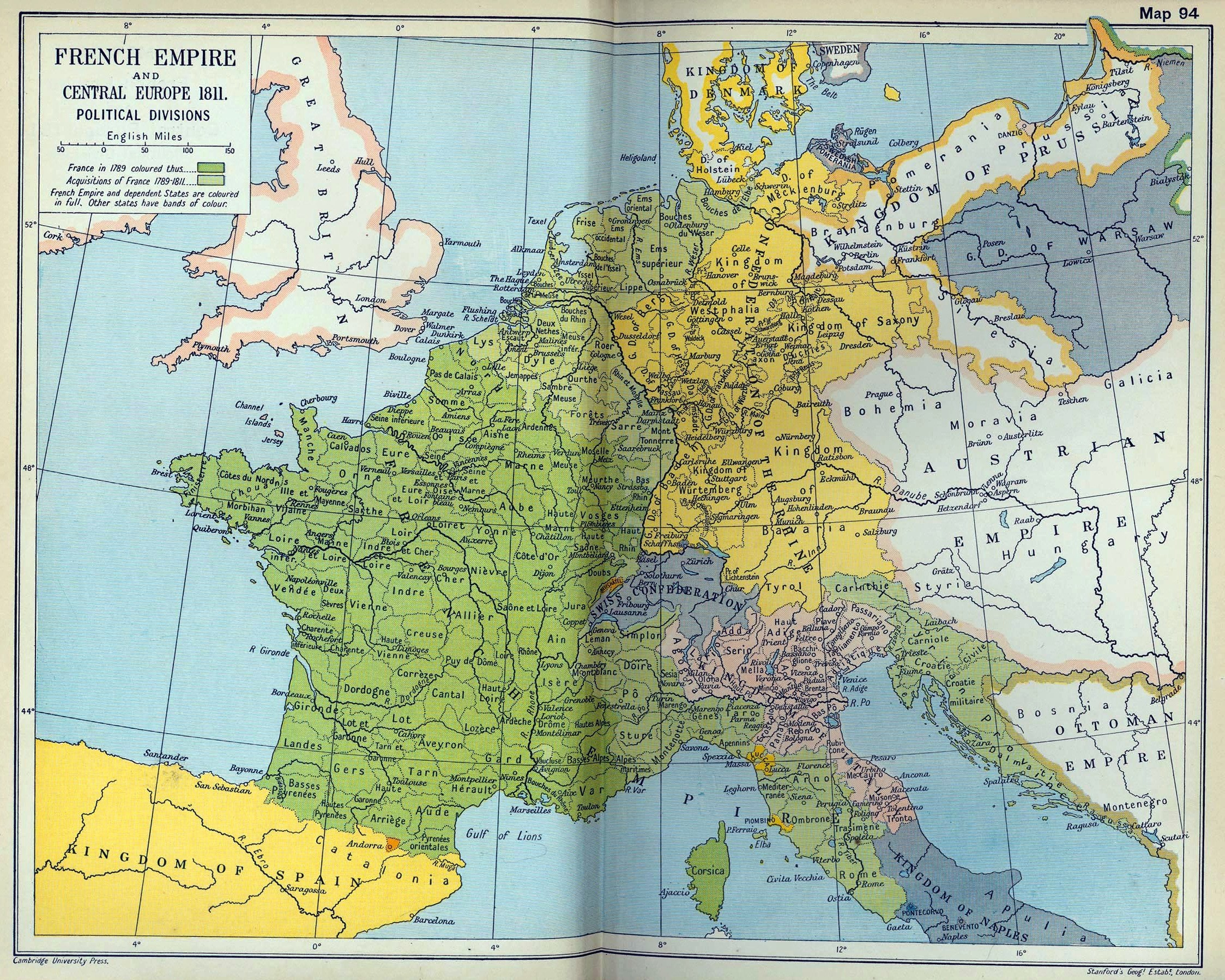
Imperiul Francez în Europa în anul 1811.

Conflictul a continuat și în sfera războiului economic, a Sistemului Continental împotriva blocadei navale britanice a porturilor franceze. Din cauza neajunsurilor în aprovizionarea armatei și a lipsei de organizare în teritoriile controlate de francezi, au apărut numeroase încălcări ale Sistemului Continental, în momentul în care statele dominate de francezi s-au angajat în comerțul ilicit cu contrabandiștii englezi. Ambele părți aflate în conflict au încercat să întărească măsurile blocadei: britanicii au intrat în război cu Statele Unite în 1812 – 1814, iar francezii s-au implicat în războiul peninsular (1808-1814). Conflictul din Peninsula Iberică a început atunci când Portugalia a continuat comerțul cu Regatul Unit în pofida restricțiilor impuse de francezi. Când Spania nu a mai respectat embargoul, alianța cu Franța s-a rupt, iar trupele franceze au luat treptat în stăpânire teritoriul spaniol, ocupând în cele din urmă Madridul. A urmat în scurtă vreme intervenția britanică.
Austria a încercat să recucerească teritoriile pierdute în Germania pe care le avusese mai înainte de bătălia de la Austerlitz. Austriecii au obținut inițial o serie de succese împotriva armatei de mici dimensiuni a mareșalului Berthier. Napoleon îi lăsase mareșalului doar 170.000 de soldați pentru apărarea întregii frontiere de răsărit a Franței, față, de exemplu situația din 1790, când 800.000 de soldați erau destinați aceleiași misiuni, pe un front mult mai scurt.
Napoleon a obținut un succes rapid în Spania, după ce a recucerit Madridul, i-a învins pe spanioli și i-a silit pe englezii depășiți numeric să se retragă din Peninsula Iberică (bătălia de la Corunna, 16 ianuarie 1809). Atacul austriac l-a împiedicat pe Napoleon să desăvârșească înfrângerea britanicilor, fiind obligat să se deplaseze spre noul front, fără să se mai întoarcă vreodată în peninsulă. În absența împăratului și a celor mai buni mareșali ai săi, situația francezilor s-a înrăutățit, în special după ce la comanda forțelor britanice a fost numit generalul Sir Arthur Wellesley.
Austriecii au atacat Ducatul Varșoviei, dar au fost înfrânți în bătălia de la Raszyn 19 aprilie 1809. Armata poloneză a ocupat și Galiția Occidentală după acest prim succes.
Napoleon și-a asumat comanda supremă pe frontul de est și și-a încurajat armatele în vederea contraatacului împotriva austriecilor. După o campanie bine organizată și condusă, după câteva bătălii mai mici, care au avut ca rezultat retragerea austriecilor din Bavaria, Napoleon a intrat în Austria. Încercarea sa grăbită de traversare a Dunării a dus la marea bătălie de la Aspern-Essling (22 mai 1809) — prima înfrângere importantă a lui Napoleon. Incapacitatea comandantului austriac, arhiducele Carol de Austria, de a-și fructifica victoria i-a permis lui Napoleon să continue preparativele pentru asedierea Vienei (iulie). Împăratul a reușit să-i înfrângă pe austrieci în bătălia de la Wagram din 5 – 6 iulie. (În timpul acestei bătălii, Napoleon l-a destituit pe mareșalul Jean-Baptiste Bernadotte, în urma greșelilor strategice flagrante făcute de acesta. La scurtă vreme după acest episod, cu acordul lui Napoleon, Bernadotte a acceptat oferta suedeză de a ocupa poziția rămasă vacantă de prinț moștenitor. Mai târziu, el a participat în războaiele împotriva fostului său împărat.)

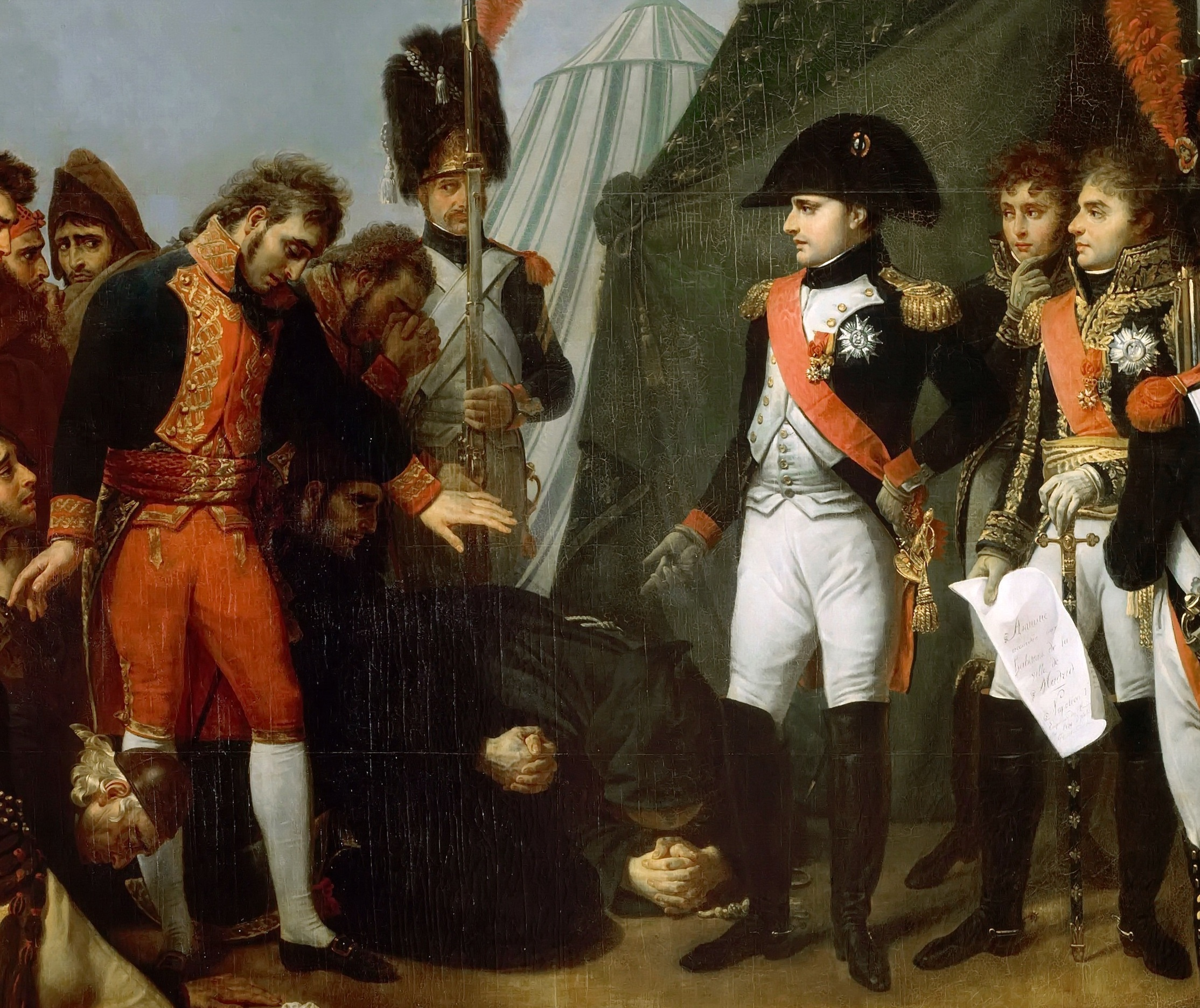
Predarea Madridului, 1808. Napoleon intră în capitala Spaniei în timpul războiului peninsular.

Războiul celei de-a Cincea Coaliții s-a terminat cu tratatul de la Schönbrunn (14 octombrie 1809). În răsărit, numai rebelii din Tirol, conduși de Andreas Hofer, au continuat lupta cu armatele franco-bavareze până când au fost înfrânți în noiembrie 1809, în vreme ce în vest războiul din Peninsula Iberică a continuat.
În 1810, Imperiul Francez a ajuns la cea mai mare întindere teritorială. Pe continent, britanicii și portughezii mai acționau doar în sectorul Lisabonei, în spatele impenetrabilei linii Torres Vedras. Napoleon s-a căsătorit cu Maria-Luisa, o arhiducesă austriacă, pentru a asigura o alianță mai stabilă cu Austria și de asemenea un moștenitor, pe care prima sa soție, Josephine, nu reușise să i-l ofere. În afară de Imperiul Francez, Napoleon controla Confederația Elvețiană, Confederația Rinului, Ducatul Varșoviei și Regatul Italiei. Teritoriile aliate includeau: Regatul Spaniei (Joseph Bonaparte), Regatul Westfaliei (Jérôme Bonaparte), Regatul Neapolelui (Joachim Murat, cumnatul lui Napoleon), Principatul Lucca și Piombino (Felix Bacciochi, cumnat al lui Napoleon), și foștii inamici, Prusia și Austria.

## Campania din Rusia (1812)
În 1812, Napoleon a invadat Rusia. El încerca să-l silească pe țarul Alexandru I să rămână în cadrul Sistemului Continental și să renunțe la amenințarea unui atac împotriva Poloniei. Grande Armée condusă de francezi, formată din 650.000 de soldați, a traversat râul Niemen pe 23 iunie 1812. În Rusia a fost proclamat Războiul Patriotic, în vreme ce Napoleon proclama un al doilea război polonez, dar, împotriva așteptărilor polonezilor, care asiguraseră aproximativ 100.000 de oameni pentru Marea Armată, împăratul a evitat să le facă orice promisiune, sperând să poată negocia cu Rusia, cu Polonia ca monedă de schimb. Rusia a folosit tactica pământului pârjolit, retrăgându-se din fața atacatorului. Francezii au pierdut foarte mulți oameni până să ajungă la Moscova, din cauza foametei, temperaturii excesive și contramarșurilor epuizante. Pe 7 septembrie a avut loc bătălia de la Borodino, prima luptă în care rușii i-au înfruntat într-o bătălie deschisă pe francezi. În ciuda unei victorii la limită, Napoleon i-a forțat pe ruși să se retragă, drumul spre Moscova rămânând deschis. Pe 14 septembrie 1812, Marea Armată a cucerit Moscova, oraș abandonat de locuitori, fiind eliberați până și prizonierii din închisorile orașului. Alexandru I a refuzat să capituleze și fără niciun semn clar al vreunei victorii, Napoleon a fost nevoit să se retragă din Moscova, după ce orașul a fost mistuit de un incendiu devastator, care i-a lăsat pe cuceritori fără nicio posibilitate de încartiruire. Incendierea a fost pusă la cale, după cum se spune, de chiar guvernatorul orașului, contele Fiodor Rostopcin. În acest moment a început retragerea dezastruoasă a Marii Armate, care a pierdut 380.000 de oameni, în cea mai mare parte din cauza foamei și frigului, alți aproximativ 100.000 de soldați fiind luați prizonieri. În noiembrie, când armata franceză traversa râul Berezina, numai 27.000 de oameni mai erau în rândurile a ceea ce fusese Marea Armată. Napoleon și-a părăsit armata și s-a reîntors în grabă la Paris. Situația era la fel de gravă pentru ambii combatanți, rușii pierzând la rândul lor aproximativ 400.000 de soldați, armata lor fiind la fel de sleită de lupte. Rușii au avut avantajele liniilor de aprovizionare mai scurte și a faptului că reușeau să-și completeze efectivele mult mai repede decât francezii.

## A Șasea Coaliție 1812 - 1814
A Șasea Coaliție (1812 - 1814) a fost formată din:
- Regatul Unit
- Imperiul Rus
- Prusia
- Suedia
- Imperiul Austriac
- câteva state germane mici

Între timp, în războiul peninsular, supremația franceză în Spania a fost în cele din urmă spulberată după victoria lui Arthur Wellesley împotriva lui Joseph Bonaparte în Bătălia de la Vittoria (21 iunie 1813). Francezii au trebuit să se retragă din Spania.
Văzând șansa de a-l înfrânge pe Napoleon, Prusia a reintrat în război. Napoleon a declarat că este gata să creeze o nouă armată, la fel de mare ca cea pe care o trimisese în Rusia și în scurtă vreme, forțele sale din est au crescut de la 30.000 la 130.000 și, în final, la 400.000 de oameni. Napoleon a produs pierderi de 40.000 de morți și răniți aliaților în bătăliile de la Lützen (2 mai) și Bautzen (20 - 21 mai 1813). Ambele bătălii au implicat în luptă peste un sfert de milion de soldați.
Părțile beligerante au declarat un armistițiu pe 14 iunie 1813 (prelungit până pe 13 august), în timpul căruia fiecare participant la conflict a încercat să se refacă după luptă. În timpul acesta, aliații au reușit să atragă Austria în mod deschis împotriva Franței. Austriecii au trimis în sprijinul aliaților două armate cu un efectiv de aproximativ 300.000 de soldați să se alăture trupelor care se concentrau în Germania. Aliații adunaseră o armată de aproximativ 800.000 de oameni în primele linii, cu o rezervă de 350.000 de soldați în spatele frontului.
Napoleon a reușit să crească efectivele trupelor imperiale la aproximativ 650.000 de soldați, din care un sfert de milion sub comanda lui directă, 120.000 sub comanda lui Nicolas Charles Oudinot și 30.000 sub comanda lui Louis Nicolas Davout. Confederația Rinului i-a furnizat lui Napoleon un ajutor format din resturile armatelor lor, cu Saxonia și Bavaria ca principali contribuitori. În plus, în sud, Regatul Neapolelui al lui Murat și cel al Italiei al lui Eugène de Beauharnais aveau o forță combinată de cam 100.000 de soldați. Din Spania erau în retragere între 150.000 – 200.000 de francezi din fața spaniolilor și britanicilor. Pe toate fronturile, aproximativ 900.000 de francezi se înfruntau cu un milion de soldați ai aliaților plus rezervele strategice care se formau în Germania. Trebuie luat în considerare faptul că pe trupele germane care erau de partea lui Napoleon nu se putea pune multă bază, ele fiind dispuse să dezerteze și să se alăture aliaților. Armatele napoleoniene erau depășite numeric cu o proporție de doi la unu în Germania. 

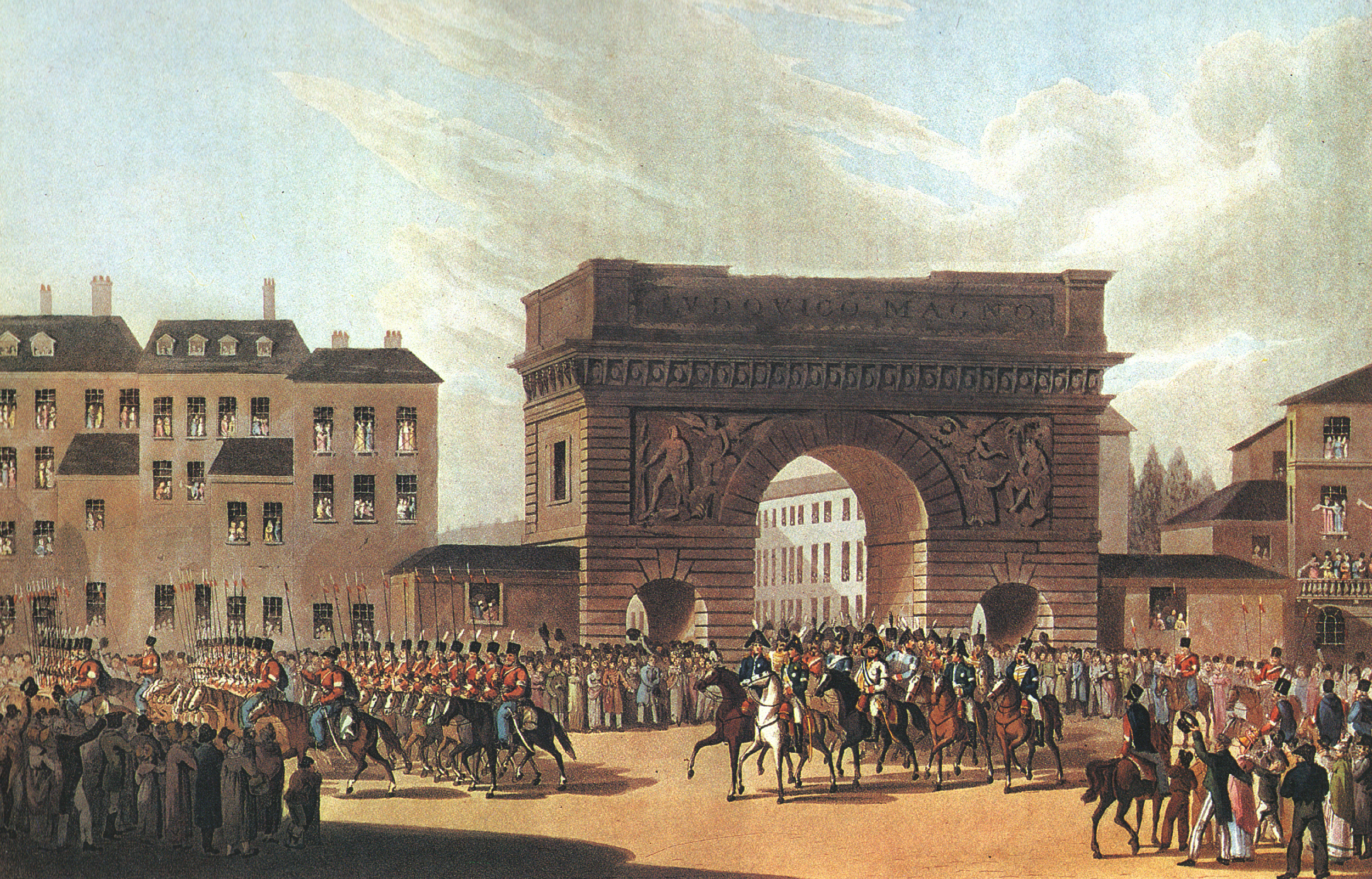
Armata rusă intră în Paris în 1814.

După încheierea armistițiului, Napoleon părea că a recâștigat inițiativa strategică după bătălia de la Dresda (august 1813), în timpul căreia a înfrânt o armată aliată superioară din punct de vedere numeric, producându-le aliaților pierderi foarte mari, în timp ce francezii au avut pierderi moderate. Totuși, incapacitatea mareșalilor francezi de a relua rapid ofensiva l-a împiedicat pe împărat să fructifice victoria obținută la Dresda. La Leipzig în Saxonia (16 - 19 octombrie 1813), în timpul a ceea ce a fost numită "Bătălia națiunilor", cei 191.000 de francezi au trebuit să facă față a 300.000 de aliați, Napoleon fiind înfrânt și nevoit să se retragă în Franța. Au urmat o serie de lupte pe pământ francez (bătălia de la Arcis-sur-Aube, de exemplu) în timpul cărora aliații foarte numeroși i-au forțat pe francezi să se retragă neîncetat.
Napoleon a luptat în acest timp în Campania de șase zile, în timpul căreia a câștigat mai multe victorii în fața aliaților care înaintau către Paris. De-a lungul întregii campanii el nu a reușit să strângă pe câmpul de luptă mai mult de 70.000 de luptători împotriva celor aproximativ o jumătate de milion de soldați ai aliaților. Pe 9 martie 1814 a fost semnat Tratatul de la Chaumont, aliații căzând de acord să păstreze coaliția până la înfrângerea definitivă a lui Napoleon.
Aceștia au intrat în Paris pe 30 martie 1814 ca urmare a defecțiunii lui Marmont, care a încheiat un acord separat cu aliații și și-a predat trupele, pecetluind soarta capitalei, deși mareșalii Mortier și Moncey (la Porte de Clichy) continuau să lupte. Napoleon era hotărât să continue lupta, de-a lungul campaniei el dând un decret pentru mobilizarea a 900.000 de soldați, din care numai o mică parte a ajuns în rândurile armatei imperiale. Împăratul, dându-și în cele din urmă seama de nerealismul schemelor sale, a realizat că situația este fără ieșire. Napoleon a abdicat pe 6 aprilie. Acțiunile militare au mai continuat în Italia, Spania și Olanda în timpul primăverii anului 1814.
Învingătorii l-au exilat pe Napoleon pe insula Elba și au restaurat domnia Casei de Bourbon în persoana regelui Ludovic al XVIII-lea. A urmat semnarea tratatului de la Paris (30 mai 1814) și deschiderea Congresului de la Viena care urma să redeseneze harta Europei.

## Războiul canonierelor, 1807 - 1814
Danemarca-Norvegia s-a declarat la începutul conflictului neutră în războaiele napoleoniene, dar s-a angajat în operațiuni comerciale prin care profita de pe urma conflictului și și-a format o flotă de război. După o primă bătălie de intimidare în fața Copenhagăi, britanicii au capturat cea mai mare parte a flotei danezo-norvegiene în timpul celei de-a doua bătălii de la Copenhaga (august-septembrie 1807). Acest fapt a pus capăt neutralității, danezii atacând flota britanică din apele daneze și norvegiene cu mici canoniere, într-un război care poate fi catalogat ca unul de gherilă navală. Acest război a luat sfârșit odată cu victoria britanică din bătălia de la Lyngør din 1812, în timpul căreia au fost distruse ultimele nave daneze.

## A șaptea coaliție, 1815

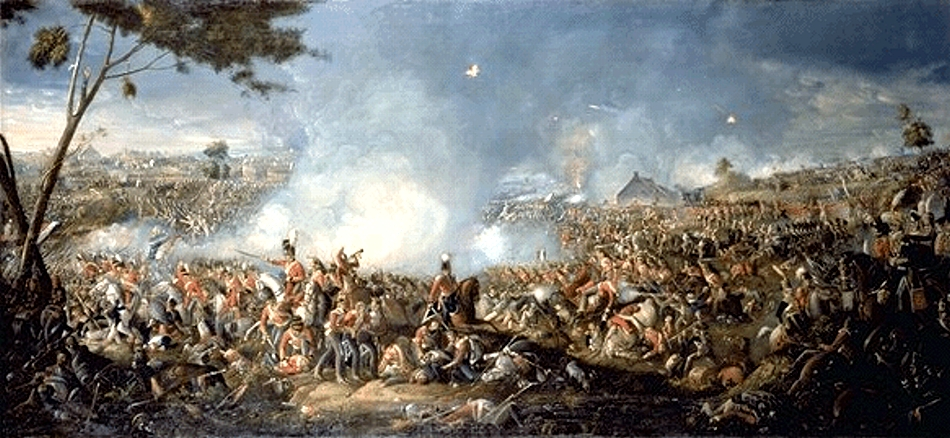
Bătălia de la Waterloo, de William Sadler

A Șaptea Coaliție (1815) i-a unit pe următorii:
- Regatul Unit,
- Imperiul Rus,
- Prusia,
- Suedia,
- Imperiul Austriac,
- Olanda și o serie de mici state germane

Aceasta a fost înființată pentru a lupta împotriva Franței. Perioada este denumită și cele 100 de zile și a început după ce Napoleon a părăsit insula Elba și a debarcat la Golfe Juan, lângă Antibes (1 martie 1815). În drumul către Paris, el a obținut sprijin popular pe unde trecea, iar în capitală l-a detronat pe regele Ludovic. Aliații au strâns în grabă o armată cu care să-l înfrunte pe Napoleon. Acesta din urmă a pus pe picior de luptă 280.000 de oameni, pe care i-a împărțit în câteva armate. La cei 90.000 de militari care se aflau deja în serviciul activ, el a rechemat în armată peste un sfert de milion de rezerviști și a dat un decret pentru o viitoare mobilizare a aproximativ 2,5 milioane de soldați în nou refăcuta armată franceză. Napoleon trebuia să facă față atacului a cam 700.000 de soldați aliați, în condițiile în care planurile acestora din urmă prevăzuseră mobilizarea în primele linii a un milion de militari, cu 200.000 de soldați în spatele frontului ca trupe de rezervă, logistică și unități auxiliare. Forțele aliate ar fi trebuit să copleșească numeric armata franceză, care nu avea să ajungă la efectivul plănuit de 2,5 milioane de soldați.

Harta campaniei de la Waterloo

Napoleon a luat 128.000 de soldați ai Armatei de Nord și a efectuat un atac preemptiv în Belgia. El a dorit să atace forțele aliate înainte ca acestea să reușească să-și adune forțele, în speranța că îi va alunga pe britanici de pe continent iar pe prusaci îi va determina să nu intre în război. Marșul executat de împărat i-a luat prin surprindere pe inamicii săi. El i-a forțat pe prusaci să accepte lupta la Ligny pe 16 iunie 1815 și i-a învins, obligându-i să se retragă în dezordine. În aceeași zi, trupele conduse de mareșalul Michel Ney au oprit înaintarea britanicilor conduși de Wellington (care încercau să-i ajute pe prusaci), în bătălia de la Quatre Bras. Dar Ney nu a reușit să-și desăvârșească victoria, perimițându-i lui Wellington să se întărească. După retragerea prusacilor, Wellington a fost forțat să se retragă la rândul lui. El s-a oprit pe o poziție defensivă pregătită în prealabil pe pantele de lângă Mont St Jean, la câțiva kilometri sud de satul Waterloo. Napoleon a luat rezerva Armatei Nordului, le-a adăugat forțelor pe care le comanda deja și celor comandate de Ney și a pornit în urmărirea lui Wellington. În prealabil i-a ordonat mareșalului Grouchy să ia poziție în aripa dreaptă a Armatei Nordului și să împiedice reorganizarea prusacilor. Grouchy nu a reușit să-și îndeplinească misiunea, deși el a atacat și înfrânt ariergarda inamicului, grosul trupelor prusace reușind să se strecoare către Waterloo.
Declanșarea luptelor bătăliei de la Waterloo din dimineața zilei de 18 iunie 1815 au fost întârziate cu câtva ore de Napoleon, până când pământul s-a zvântat după ploaia din noaptea precedentă. Până seara, armata franceză nu reușise să-i scoată pe englezi din pozițiile de pe pantele muntelui. Când prusacii au ajuns pe câmpul de luptă au atacat flancul drept al francezilor în număr din ce în ce mai mare, strategia lui Napoleon de a-i ține separați pe aliați prăbușindu-se. Francezii s-a retras în dezordine de pe câmpul de luptă din fața atacului combinat britanico-prusac.
Comandând resturile armatei franceze, Grouchy a organizat o retragere ordonată spre Paris, unde mareșalul Davout avea 117.000 de soldați, gata să atace cei 116.000 de oameni ai lui Blücher și Wellington. Din punct de vedere militar părea posibil ca francezii să-i poată înfrânge pe Wellington și Blücher, dar Napoleon a fost învins de schimbarea situației politice.
La sosirea în Paris la trei zile după Waterloo, Napoleon încă spera într-o rezistență națională concertată, dar populația și Parlamentul nu mai doreau o asemenea luptă. Politicienii l-au forțat pe Napoleon să abdice a doua oară pe 22 iunie 1815. În ciuda abdicării împăratului, luptele sporadice au continuat la granițele de est și în suburbiile Parisului până la semnarea încetării focului pe 4 iulie. Pe 15 iulie, Napoleon s-a predat britanicilor la Rochefort. Aliații l-au exilat pe Napoleon în îndepărtata insulă din Atlanticul de sud, Sfânta Elena, unde a murit pe 5 mai 1821.

## Moștenirea militară a războaielor napoleoniene
Războaiele napoleoniene au avut de asemenea un impact extrem de important. Până la Napoleon, statele europene foloseau armate relativ mici, cu numeroși mercenari, care luptau uneori împotriva țărilor de origine. Până la urmă, teoreticienii militari din secolul al XVII-lea au început să aprecieze potențialul războiului întregului popor, al națiunii sub arme.
Napoleon a fost, la rândul lui, un inovator prin folosirea mobilității subunităților militare pentru depășirea dezavantajului numeric, așa cum a demonstrat, în mod strălucit, în victoria din bătălia de la Austerlitz asupra forțelor austro-ruse (1805). Armata franceză a reconsiderat rolul artileriei, formând unități independente, mobile, spre deosebire de tradiția de până atunci a pieselor de artilerie fixe care sprijineau atacul. Napoleon a standardizat dimensiunile proiectilelor de artilerie pentru a ușura sarcina aprovizionării și pentru a asigura compatibilitatea pieselor de artilerie.
Franța, a patra țară după numărul populației la sfârșitul secolului al XVIII-lea, (27 de milioane, față de cele 12 milioane ale Regatului Unit sau cele 35 – 40 milioane ale Imperiului Rus), părea cea mai avantajată de politica mobilizării generale.
Nu toate meritele inovațiilor din această perioadă sunt ale lui Napoleon. Lazare Carnot a contribuit din plin la reorganizarea armatelor franceze (1793 – 1794), o perioadă în care eșecurile de până atunci ale francezilor au încetat, iar armata republicană era învingătoare pe toate fronturile. 

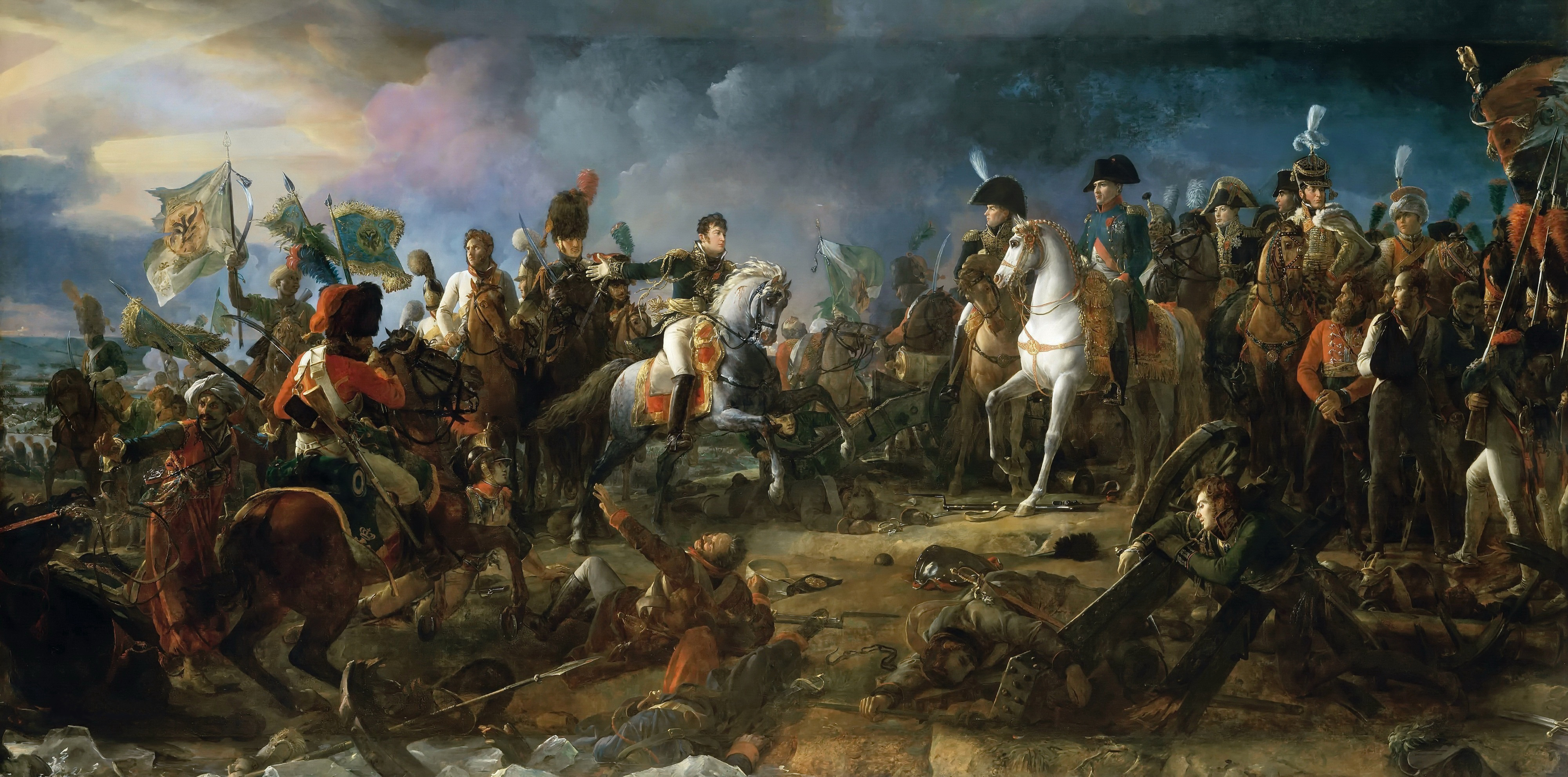
Austerlitz

Efectivele armatelor implicate în conflict prezintă un indicator foarte clar al schimbărilor produse în modul de purtare a războaielor. În timpul celui mai mare război european prerevoluționar, războiul de șapte ani din 1756 - 1763, puține armate numărau mai mult de 200.000 de oameni. Prin comparație, armata franceză avea un efectiv de 1,5 milioane de soldați la sfârșitul secolului al XVII-lea. În total, aproximativ 2,8 milioane de francezi au luptat ca infanteriști și 150.000 au luptat în marină, ceea ce ne dă un total de aproximativ 3 milioane de combatanți.
Regatul Unit avea sub arme 747.670 de soldați tereștri între 1792 și 1815. În plus, în marină se mai aflau înrolați cam 250.000 de oameni. În septembrie 1812, Rusia avea în forțele terestre cam 904.000 de oameni, iar între 1799 și 1815 2,1 milioane de oameni erau în armata rusă, față de un efectiv de 400.000 de soldați din perioada 1792-1799. Între 1792-1815, în marina rusă au fost încadrați cam 200.000 de marinari. Austria a reușit să mobilizeze cam 576.000 de oameni, fără să dispună de marină. În afară de Regatul Unit, Austria s-a dovedit cel mai important inamic al francezilor, cel care a reușit de-a lungul timpului să mobilizeze cam un milion de oameni în lupta cu aceștia. Prusia nu a avut niciodată sub arme mai mult de 320.000 de oameni la un moment dat. Spania nu a reușit să mobilizeze decât cel mult 300.000 de oameni, dar la aceștia trebuie adăugați luptătorii de gherilă. Numai Statele Unite (286.730 de combatanți), Imperiul Maratha, Imperiul Otoman, Regatul Italiei, Regatul Neapolelui și Ducatul Varșoviei aveau mai mult de 100.000 de soldați sub arme. Chiar și națiunile mai mici aveau armate care rivalizau cu cele ale marilor puteri. Mai trebuie spus că numărul maxim de soldați aflați sub arme nu era același cu cel care era gata de luptă la un moment dat, din cauza dezertorilor, fraudelor ofițerilor care declarau un număr inexistent de oameni pentru a le lua soldele, morților, iar, în unele țări, din cauza exagerărilor factorilor de decizie militară care declarau un număr inexistent de soldați. În ciuda tuturor acestor elemente, trebuie remarcat că forțele armate au devenit din ce în ce mai numeroase.
În fazele inițiale ale revoluției industriale, relația dintre creșterea numărului de soldați și realizările tehnice a fost evidentă, de vreme ce era mult mai ușor să înarmezi un număr crescut de soldați. Regatul Unit a fost în această perioadă cel mai mare producător de armament (iar în cazul anumitor arme, singurul), asigurând aprovizionarea cu cele mai multe arme ale puterilor aliate de-a lungul conflictelor. În schimb, Regatul Unit folosea doar o mică parte a producției de arme pentru dotarea propriei armate. Franța a fost al doilea producător de armament, echipându-și propriile forțe armate ca și cele ale Confederației Rinului și a altor aliați.
O altă invenție a afectat modul de purtare războiului: sistemul de semafoare pentru comunicații, care au permis ministrului de război, Carnot, să ia legătura cu forțele franceze de la frontieră de-a lungul ultimului deceniu al secolului al XVII-lea. Francezii au continuat să folosească acest sistem de-a lungul războaielor napoleoniene. În plus, a început supravegherea aeriană cu ajutorul balonului cu aer cald, prima oară pentru observarea pozițiilor aliate înainte de bătălia de la Fleurus, de pe 26 iunie 1794. De asemenea, în timpul războaielor napoleoniene s-au făcut progrese importante în tehnica artileristică și rachetistică.

## Efectele politice ale războaielor
Războaiele napoleoniene au adus numeroase schimbări în Europa. Deși Napoleon a reușit să-și impună dominația asupra celei mai mari părți a Europei Occidentale (lucru care nu se mai întâmplase de pe vremea Imperiului Roman), starea de război continuu de aproape două decenii dintre Franța, pe de o parte, și o alianță a altor câteva puteri europene, pe de alta, și-a pus amprenta asupra Franței. La sfârșitul seriei bătăliilor napoleoniene, ea nu mai deținea rolul conducător ca putere dominantă pe continent, așa cum îl avusese încă de pe vremea lui Ludovic al XVI-lea.
În cele mai multe țări europene, adoptarea ideilor Revoluției franceze (democrație, egalitate în fața legii, abolirea privilegiilor, etc.) au rămas ca moștenire generațiilor următoare. Monarhilor europeni le-a fost foarte greu să restaureze starea de lucruri prerevoluționară (monarhie absolută), și au fost obligați să păstreze anumite reforme făcute în perioada domniei napoleoniene. Moștenirea instituțională napoleoniană a rămas vie până în zilele noastre, în multe țări europene sistemul legal purtând amprenta de neșters a Codului napoleonian.
Admirată pentru cultura sa în secolul al XVIII-lea, Franța devenise după Revoluție un model politic. Europa a aderat la înaltele principii ale libertății, egalității, fraternității, dar popoarele ei au trăit curând dezamăgirea ocupației napoleoniene. Ca răspuns la dominația franceză, apare o mișcare nouă cu o putere în continuă creștere: naționalismul. Acesta va modela cursul istoriei europene postnapoleoniene. Din această perioadă datează începutul unor națiuni și state și sfârșitul altora. Harta europeană a fost redesenată în secolul care a urmat epocii napoleoniene, proces care nu s-a mai bazat pe fiefurile aristocratice, ci pe bazele culturii umane, originilor naționale și ideologiei naționaliste.
Primele reacții au apărut în Spania, unde poporul s-a revoltat în mai 1808, mobilizându-se într-un război de gherilă împotriva ocupantului. Dominația bonapartistă a Europei a pus bazele statelor naționale Germania și Italia, prin începerea procesului de consolidare a orașelor-state, regatelor și principatelor.
Începând cu anul 1809, au avut loc mișcări patriotice într-o serie de state germane, Prusia pregătindu-și renașterea în jurul ideii de unitate națională. La rândul lor, italienii au dorit și ei, după modelul francez, să devină o națiune unită și independentă.
Regatul Unit al Marii Britanii și Irlandei a ajuns să fie una dintre cele mai puternice țări de pe glob. Marina Regală Britanică a cucerit superioritatea absolută pe oceanele lumii, iar economia industrială britanică a transformat țara în cea mai puternică națiune comercială mondială.
De asemenea, în această perioadă a apărut conceptul nou al spațiului european comun. Napoleon a menționat, în mai multe ocazii, că intenționează să creeze un singur stat european, și, deși, înfrângerea sa a întârziat momentul unificării continentului cu aproape un secol și jumătate, ideea a reapărut după Al Doilea Război Mondial.
Ideile Revoluției franceze au impulsionat procesul de afirmare a națiunii române. Construirea de societăți iacobine a dus la afirmarea Școlii Ardelene și, mai târziu, la declanșarea primei mișcări revoluționare românești conduse de Tudor Vladimirescu.

## Ultimii veterani
- Geert Adriaans Boomgaard (1788-1899) a fost ultimul veteran rămas în viață. A luptat pentru Franța în Regimentul 33 Ușor.[25]
- Loius Victor Baillot (1793-1898) de asemenea din Franța, a fost ultimul veteran al Bătăliei de la Waterloo. A participat și la asediul orașului Hamburg.
- Pedro Martinez (1789-1898) a fost ultimul veteran al Bătăliei de la Trafalgar. A servit în marina spaniolă pe nava San Juan Nepomuceno.[25]
- Josephine Mazurkewicz (1784-1896) a fost ultima femeie veterană. A fost asistentă de chirurg în armata lui Napoleon, iar mai târziu a participat în Războiul Crimeii.
- Soldat Morris Shea (1795-1892) din Regimentul 73 de Infanterie a fost ultimul veteran britanic.[26]
- Sir Provo Wallis (1791-1892) a fost ultimul ofițer al Marinei Regale. A servit pe nava HMS Shannon în timpul Războiului din 1812.

## În ficțiune
- Romanul epic al lui Lev Tolstoi, Război și pace, redă războaiele lui Napoleon dintre 1805 și 1812 (în special dezastruoasa invazie în Rusia din 1812 și retragerea ulterioară), însă dintr-o perspectivă rusească.
- Romanul lui Stendahl, "Mănăstirea din Parma", începe cu o relatare a unui participant la Bătălia de la Waterloo, urmată de retragerea haotică a forțelor franceze.
- Majoritatea seriei Horatio Hornblower este încadrată în perioada războaielor napoleoniene.
- Seria Aubrey-Maturin de Patrick O'Brian are loc în timpul războaielor napoleoniene.
- Majoritatea seriei Richard Sharpe a lui Bernard Cornwell se desfășoară în perioada războaielor napoleoniene.
- Mizerabilii de Victor Hugo se încadrează în perioada de sfârșit a războaielor napoleoniene și a deceniilor următoare, iar în forma sa completă conține o povestire epică a Bătăliei de la Waterloo.
- Romanul Târgul vanității al lui William Makepeace Thackeray are loc în timpul războaielor napoleoniene - unul dintre protagoniștii acestuia murind în Bătălia de la Waterloo.
- Seria Temeraire de Naomi Novik prezintă un univers paralel al războaielor napoleoniene, unde există dragoni care participă la lupte.
- Seria Lordul Ramage a lui Dudley Pope se desfășoară în perioada războaielor napoleoniene.
- Romanul Shirley de Charlotte Brontë (1849), încadrat în perioada războaielor napoleoniene, explorează unele dintre efectele economice ale războiului asupra zonei rurale a Yorkshire-ului.
- Contele de Monte Cristo al lui Alexandre Dumas, tatăl începe în perioada de sfârșit a războaielor napoleoniene. Personajul principal, Edmond Dantès, este încarcerat ca urmare a unor acuzații false, care îl incriminau că ar fi fost un suporter bonapartist.
- Acțiunea din lucrarea Mândrie și prejudecată de Jane Austen (1813) are loc în lumea contemporană ei din perioada războaielor napoleoniene. Unele evenimente cheie ale romanului sunt legate de soldații care trec prin oraș în drum spre bătălie.
- Aventurile brigadierului Gérard ale lui Sir Arthur Conan Doyle; acesta servește în calitate de soldat francez în războaiele napoleoniene.
- Romanul Pasiunea de Jeanette Winterson din 1987
- Cartea "Idiotul" a lui Fiodor Dostoievski are un personaj, generalul Ivolgin, ce relatează relația dintre el și Napoleon în timpul Campaniei din Rusia.